# Георгій (Спаський)

о.Георгій

Гео́ргій (Спа́ський) (помер 1921 року) — православний священник. Протоієрей. Настоятель Миколаївського собору в Ніжині. Врятував від погрому 30 єврейських родин. Батько історика Івана Спаського та мистецтвознавця Євгенії Спаської.

## Біографія
1895 року отця Георгія запросили на посаду законоучителя до Ніжинського історико-філологічного інституту князя Безбородька (нині Ніжинський державний університет імені Миколи Гоголя).
15 серпня 1905 року вінчав у Миколаївському соборі викладача Катеринодарської гімназії Павла Яковича Корольова та доньку купця Марію Миколаївну Москаленко — батьків конструктора космічних кораблів Сергія Корольова.
Улітку 1919 року, коли деморалізовані загони денікінської армії вчинили в Ніжині єврейський погром, під час якого загинуло близько 200 чоловік, отець Георгій сховав у своєму будинку 30 єврейських родин. Коли погромники намагалися увірватися до будинку, він зупинив їх у дверях і тихо, але впевнено промовив, що вбивці увійдуть в дім тільки через його труп. Погромники відступили.
Самовідданість ніжинського священника визнали навіть більшовики. Коли він помер, їхня місцева газета «Червоне село» надрукувала в червні 1921 року некролог, який закінчувався так: «І незалежно від сану, що його носив покійний, кожний, хто його знав, щиро повторить слова напису на одному з вінків від євреїв: вічна пам'ять поборнику справедливості, захиснику пригноблених».

## Будинок Спаського в м.Ніжин
Пам'ятка архітектури 1880х років, знаходиться по вул.Гребінки
На сьогодні, будівля зайнята релігійними громадами "Парафія святого Георгія" та "Утамуй мою печаль" і використовується для проживання.